# Fraser (Kolorado)
Fraser – miasto w Stanach Zjednoczonych, w stanie Kolorado, w hrabstwie Grand.